# Semily
Semily (en allemand : Semil) est une ville de la région de Liberec, en Tchéquie, et le chef-lieu du district de Semily. Sa population s'élevait à 8 022 habitants en 2025.

## Géographie
Semily se trouve à 27 km au sud-est de Liberec, à 37 km au nord-est de Mladá Boleslav, à 87 km au nord-est de Prague.

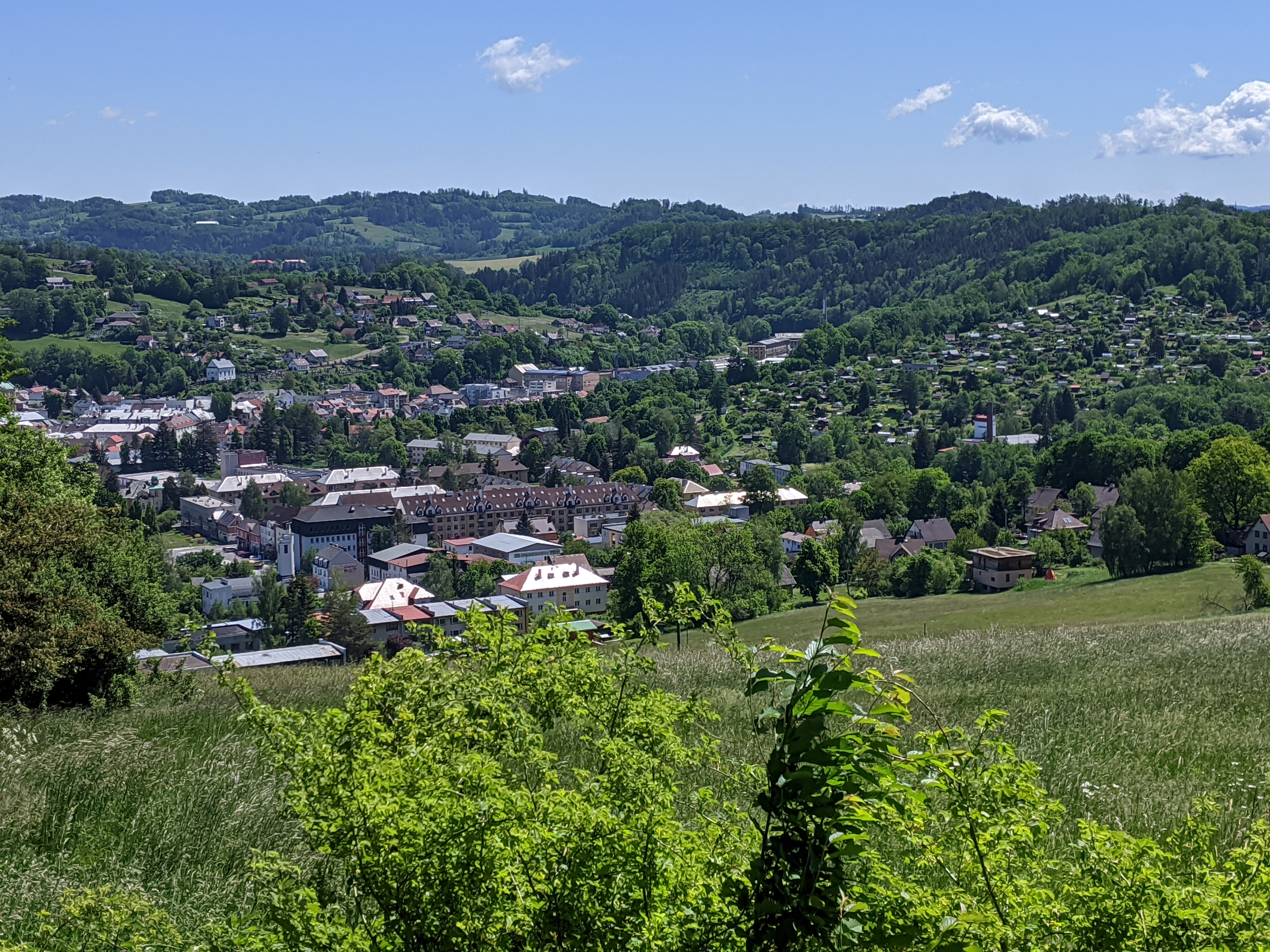
Panorama de Semily.
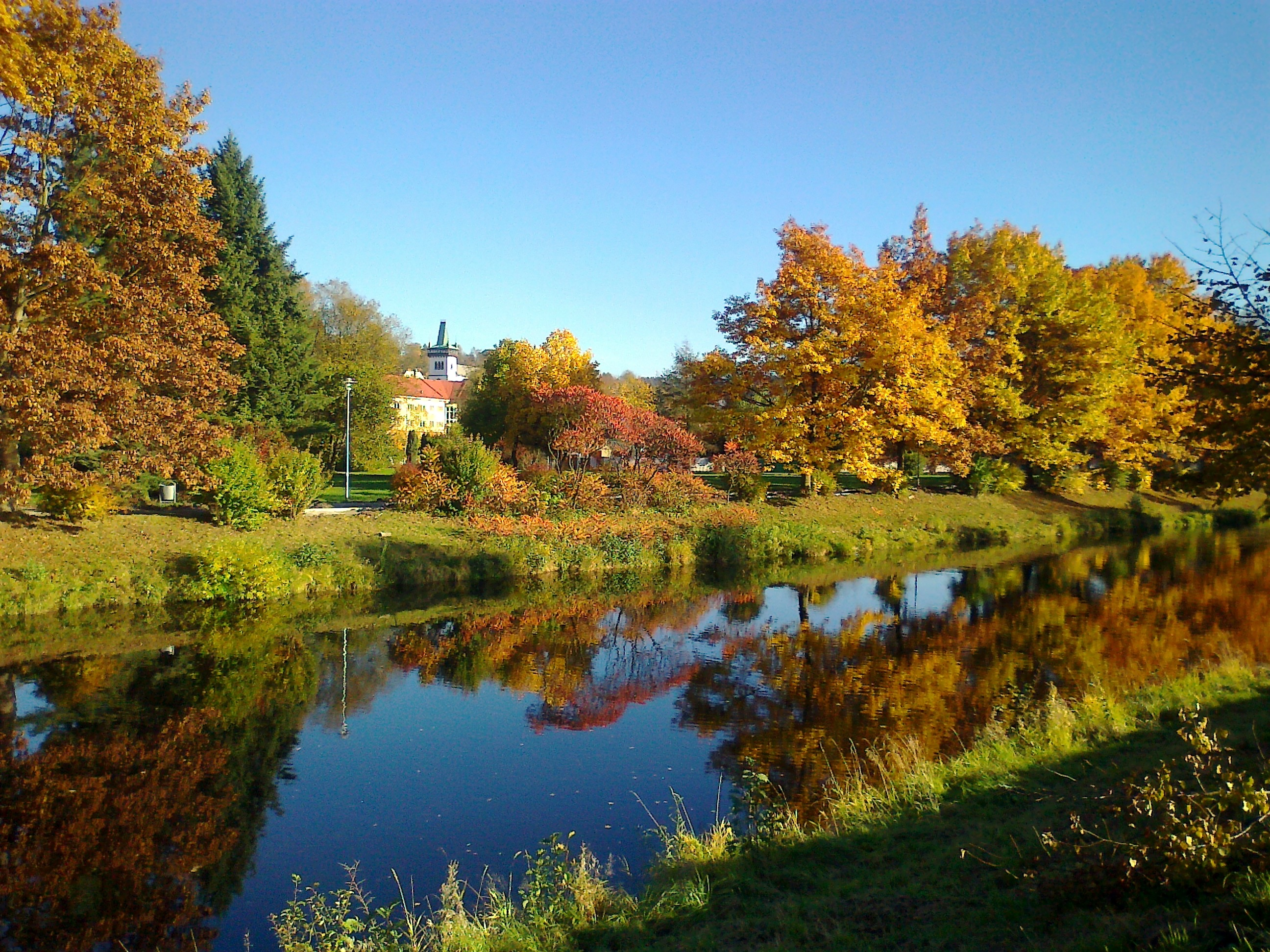
La Jizera à Semily.

La commune est limitée par Železný Brod et Bozkov au nord, par Příkrý et Benešov u Semil à l'est, par Slaná au sud, et par Chuchelna et Záhoří à l'ouest.

## Histoire
La première mention écrite de la ville date de 1352.
Jusqu'en 1918, la ville de Semily - Semil fait partie de l'empire d'Autriche), puis d'Autriche-Hongrie (Cisleithanie après le compromis de 1867), chef-lieu du district de même nom, l'un des 94 Bezirkshauptmannschaften en Bohême.
Semily fut relié au chemin de fer en 1855. Dans la seconde moitié du XIXe siècle, la ville devint un centre important de l'industrie textile.

## Population
Recensements (*) ou estimations de la population :
| 1869* | 1880* | 1890* | 1900* | 1910* | 1921* | 1930* |
| ----- | ----- | ----- | ----- | ----- | ----- | ----- |
| 4 219 | 5 186 | 5 929 | 6 305 | 7 552 | 6 671 | 7 396 |

| 1950* | 1961* | 1970* | 1980* | 1991* | 2001* | 2011* |
| ----- | ----- | ----- | ----- | ----- | ----- | ----- |
| 6 844 | 7 081 | 8 077 | 8 464 | 9 399 | 9 262 | 8 452 |

| 2015  | 2016  | 2017  | 2018  | 2019  | 2020  | 2021* |
| ----- | ----- | ----- | ----- | ----- | ----- | ----- |
| 8 548 | 8 447 | 8 472 | 8 421 | 8 367 | 8 353 | 7 998 |

| 2022  | 2023  | 2024  | 2025  | - | - | - |
| ----- | ----- | ----- | ----- | - | - | - |
| 8 120 | 8 163 | 8 081 | 8 022 | - | - | - |

## Patrimoine
Patrimoine religieux

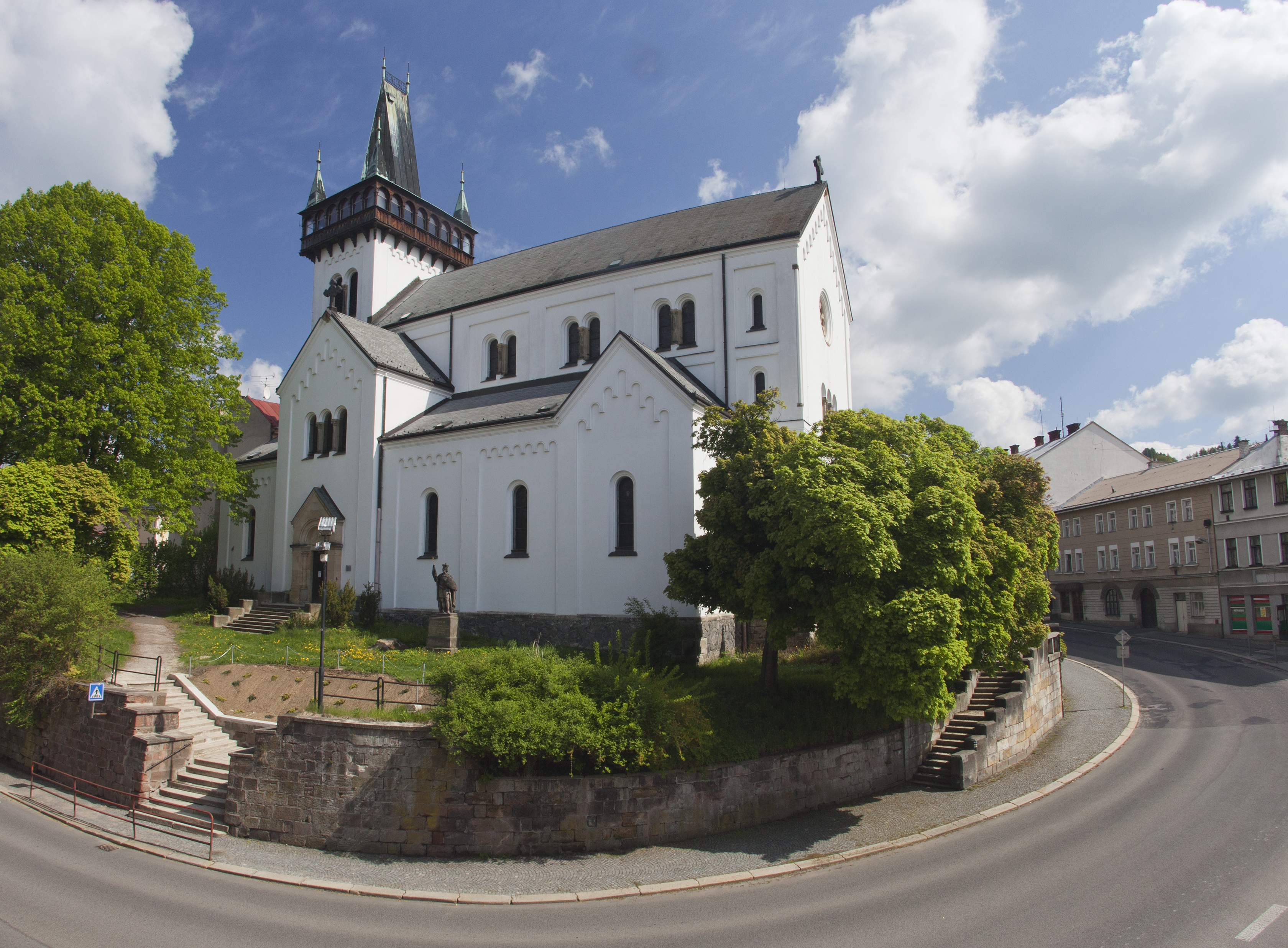
Église Saints-Pierre-et-Paul.
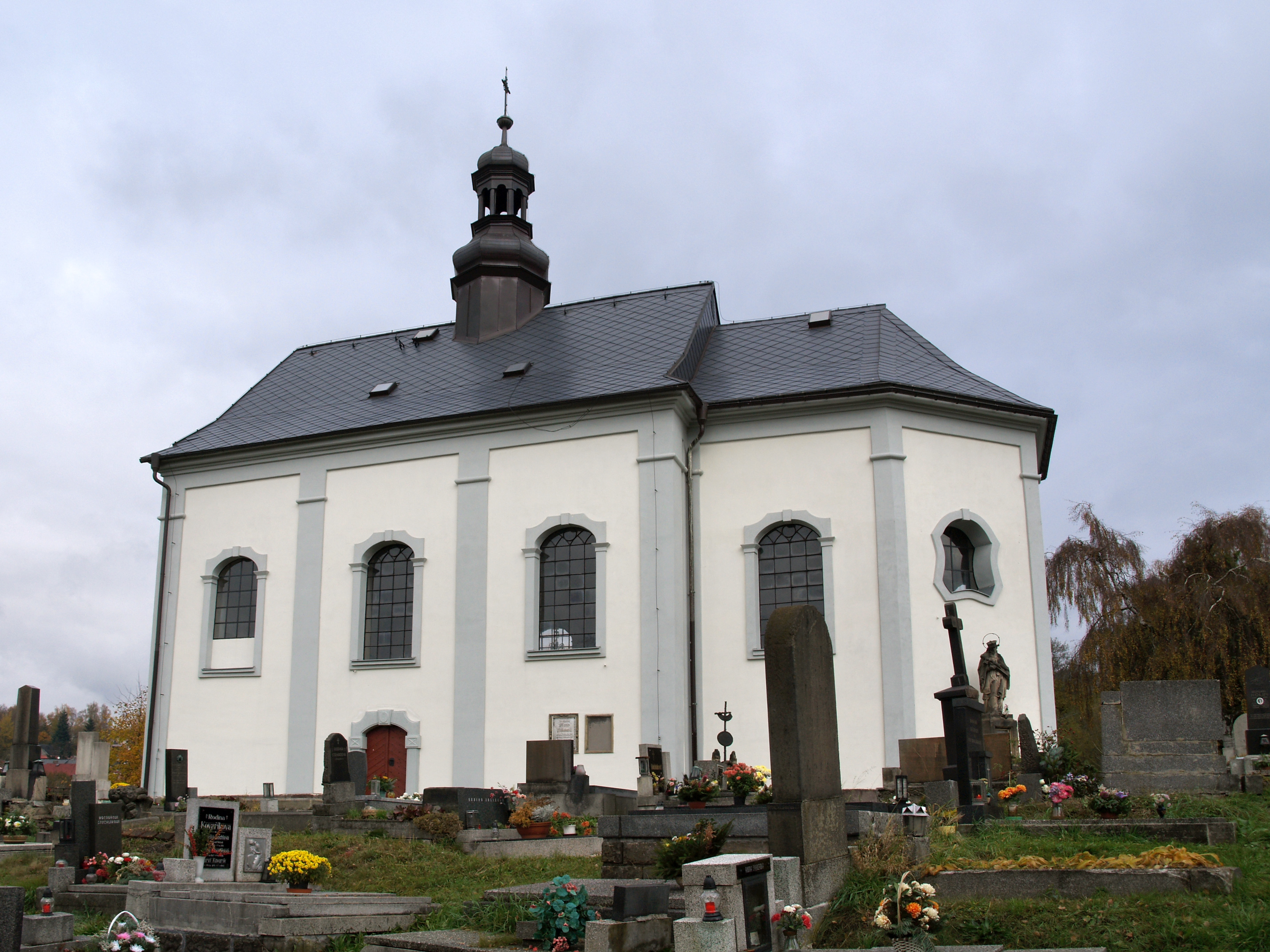
Église Saint-Jean-Baptiste.

## Transports
Par la route, Semily se trouve à 25,5 km de Jablonec nad Nisou, à 42 km de Liberec et à 109 km de Prague.

## Jumelage
- Schauenburg (Allemagne) depuis mars 1997[10]

## Personnalités
- Karel Kramář (1860-1937), homme politique
- Ivan Olbracht (1882-1952), écrivain, poète et journaliste
- František Ladislav Rieger (1818-1903), économiste, journaliste et homme politique
- Antal Stašek (1843-1931), écrivain et avocat